# Š
Cette page contient des caractères spéciaux ou non latins. S’ils s’affichent mal (▯, ?, etc.), consultez la page d’aide Unicode.
Š (minuscule š), appelé s caron ou s hatchek, est une lettre utilisée dans les alphabets bosnien, croate, finnois, letton, lituanien, estonien, oudi, same skolt, serbe, slovaque, slovène, sotho du Nord, tchèque et wakhi, et dans l’alphabet łacinka du biélorusse. Elle est aussi utilisé dans certaines translittérations et transcriptions académiques, par exemple pour la translittération de l’élamite, ou dans certaines transcriptions phonétiques comme l’alphabet phonétique américaniste. Elle est composée d’une lettre S diacritée d’un caron.

## Linguistique
Dans presque toutes les langues qui l'utilisent, ‹ š › est utilisé pour transcrire la consonne fricative post-alvéolaire sourde [ʃ]. En slovaque, il représente le son [ʂ].
Il est également utilisé comme symbole phonétique pour la consonne fricative post-alvéolaire sourde [ʃ] dans les transcriptions phonétique américanistes ou celles utilisant l’alphabet phonétique ouralien.
Il est également présent dans certaines translittérations des alphabets bulgare, macédonien et serbe, l'équivalent de la lettre ш de l'alphabet cyrillique.

## Représentations informatiques
Le S hatchek peut être représenté avec les caractères Unicode suivants :
- précomposé (latin étendu A) :

| formes    | représentations | chaînes de caractères | points de code | descriptions                    |
| --------- | --------------- | --------------------- | -------------- | ------------------------------- |
| capitale  | Š               | Š                     | U+0160         | lettre majuscule latine s caron |
| minuscule | š               | š                     | U+0161         | lettre minuscule latine s caron |

- décomposé (latin de base, diacritiques) :

| formes    | représentations | chaînes de caractères | points de code | descriptions                                |
| --------- | --------------- | --------------------- | -------------- | ------------------------------------------- |
| capitale  | Š               | S◌̌                    | U+0053 U+030C  | lettre majuscule latine s diacritique caron |
| minuscule | š               | s◌̌                    | U+0073 U+030C  | lettre minuscule latine s diacritique caron |